# Isabel Leigh
Isabel Leigh, Lady Stumpe, död 1573, var en engelsk hovfunktionär. Hon var hovdam hos drottning Katarina Howard. 
Hon var dotter till Sir Ralph Leigh och Joyce Culpeper. Hon var den omkring tjugo år äldre halvsystern till Katarina Howard. Hon gifte sig med Sir Edward Bayntun (1480–1544). 
Katarina Howard gifte sig med Henrik VIII av England 1540. Hon utsågs därefter till en av drottningens hovdamer.  
Katarina Howard arresterades och ställdes inför rätta för äktenskapsbrott i november 1541. Isabel Leigh blev då en av endast fyra hovdamer Katarina Howard fick sällskap av under sin fångenskap. 